# Vigan

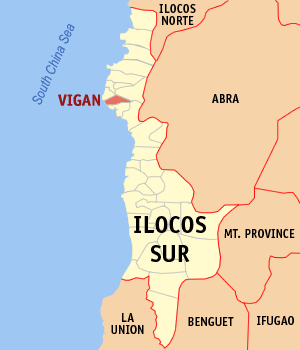
Vigans läge i Södra Ilocos

Vigan (officiellt City of Vigan) är en stad i Filippinerna och är administrativ huvudort för provinsen Södra Ilocos, Ilocosregionen. Staden ligger på ön Luzons västkust och är känd för sina kullerstensgator och sin spanska arkitektur. 45 143 invånare (folkräkning 1 maj 2000) fördelade på 9 193 hushåll.
Staden är uppdelad i 39 smådistrikt, barangayer, varav samtliga är klassificerade som tätortsdistrikt.